# 許願大暴走下集
〈許願大暴走下集〉（英語：Jake the Dog）是《探險活寶》第五季的第2集。在卡通頻道2012年11月12日播出。本集以阿寶和老皮為主角。在這一集裡，阿寶戴上神奇的冰冠後時空分歧，他充滿瘋狂力量，導致該平行宇宙的陰魔王誕生。少年啪告訴老皮若他能改變陰魔王原來的願望，一切都會恢復正常。從少年啪幫助，最終老皮許願陰魔王許願阿寶和老皮回家。因此，世界再次回歸正軌。